# Aron Podelean
Aron Podelean (n. 1881, Mintia, județul Hunedoara – d. 1934, Mintia, județul Hunedoara) a fost un deputat în Marea Adunare Națională de la Alba Iulia , organismul legislativ reprezentativ al „tuturor românilor din Transilvania, Banat și Țara Ungurească”, cel care a adoptat hotărârea privind Unirea Transilvaniei cu România, la 1 decembrie 1918 :p. 218.

## Biografie
A făcut școala primară din satul natal, Mintia, din județul Hunedoara, unde, ajuns la maturitate, ajunge să îndeplinească funcția de primar :p. 218.

## Activitatea politică
Ca deputat în Adunarea Națională din 1 decembrie 1918, Aron Podelean a fost delegat al Cercului electoral Deva :p. 218.